# Memphis (группа, Венгрия)
Memphis — полупрофессиональная венгерская бит-группа, выступавшая с 1965 по 1969 год.

## История группы
Основатель Memphis Петер Фоньоди (Fonyódi Péter) родился в 1948 году в квартале Tripolisz 13-го района Будапешта. Он был с детства знаком с Белой Радичем, поскольку они жили в соседних домах, хотя и учились в разных начальных школах. Западную музыку Петер полюбил ещё ребёнком в конце 1950-х годов, слушая её по Радио Свободная Европа и Радио Люксембург. Тогда там часто передавали Элвиса Пресли, Литл Ричарда и прочих американских звёзд. После того как в 1963 году Петер услышал по радио лондонский концерт группы The Beatles, он был в крайнем восторге и решил создать собственную бит-группу. К нему присоединились товарищи по школе басист Аттила Имре и саксофонист Дьюла Юхас, а сам Петер занял место барабанщика. У ансамбля не было названия. Мальчишки выступали в колледже на улице Szabó Ilonka, и зрители, приходившие на концерты, были в восторге от их энтузиазма.
Школьный ансамбль дал Петеру тот необходимый опыт, благодаря которому в 1965 году он создал полупрофессиональную бит-группу Memphis. Первыми в её состав вошли басист Йожеф Диош и соло-гитарист Лайош Криштофи. Отец Йожефа был плотником, и он собственноручно смастерил музыкантам все акустические системы, которые создавали отличную стену звука. Первая репетиция Memphis прошла 5 января 1965 года в актовом зале Главного почтового отделения 5-го округа на улице Габора Уйвари. Тогда молодые люди пытались играть песни Rolling Stones и The Beatles. Но людям на почте не понравился постоянный шум за стеной, и вскоре музыкантам пришлось искать себе другое пристанище. В конце 1965 года они, наконец, заключили контракт с Клубом Строителей «Építők» на улице Шандора Петёфи, где регулярно выступали по понедельникам с начала 1966 года до лета 1969 года. Это был весьма продвинутый клуб, играть в котором было довольно престижно. Также в другие дни группа выступала в Фехтовальном Клубе BVSC Vivó, в пивном баре Ikarusz, а иногда выезжала в сельские клубы. Но выезды были редко, поскольку не имелось автомобиля для транспортировки музыкального оборудования. В 1966 году ещё одним членом их команды стал ритм-гитарист Дьюла Хедьи (Hegyi Gyula), который сопровождал игру соло-гитариста Лайоша Криштофи.
В начале 1967 года группа приобрела орган Matador, — первую модель органа, выпущенную в Венгрии. Цена инструмента была значительной: 15600 форинтов, поэтому, при средней зарплате по стране в 850 форинтов, Memphis смогли приобрести его только в кредит, который им предоставил OTP-Bank. Для игры на органе они пригласили в команду органиста-вокалиста Петера Секея из группы Orkán. А фронтменом стал Ласло Гой, который обладал прекрасным вокалом и умел мастерски подражать оригинальным исполнителям. Группа сочинила и попыталась исполнять несколько собственных песен на венгерском языке, например, «Körúton», но аудитория, перед которой они выступали, хотела слышать именно западные хиты на английском. Поэтому идея Петера Фоньоди поучаствовать в национальных конкурсах провалилась. К тому же уже в конце 1967 года Петер Секей перешёл в группу Hobó, и они лишились органиста, а ещё через пару месяцев Йожеф Диош ушёл в Szivárvány, которую Петер Секей создал вместе со своим приятелем Анталом Габором Сючем. На их места в Memphis пришли старые друзья Петера Фоньоди: бас-гитарист Аттила Имре, который к тому времени успел поработать в бит-группе «Kon-Tiki», и саксофонист Дьюла Юхас, который провёл предыдущие годы в ансамбле Wanderers.
Весной 1968 года Лайош Криштофи и Дьюла Хедьи также покинули команду, и соло-гитаристом стал опытный Иван Руснак, ранее игравший в группах Marvin, Continental, Europa и Nivram. В начале 1969 года Аттила Имре ушёл в Kex, и Goly László стал по совместительству басистом группы. Тогда же Бела Радич пригласил Петера Фоньоди на концерт своей группы «Sakk-Matt» и предложил ему перейти в его команду, однако Петер не согласился, после чего Бела Радич взял в свой состав психически неустойчивого ударника Ласло Варади по прозвищу «Vadölő» («Обвиняемый»). Несмотря на смену состава, к лету 1969 года Memphis считалась[кем?] уже практически профессиональной командой: у них были отличные инструменты, отработанный репертуар (в том числе песни Deep Purple) и контракты с несколькими столичными клубами. Однако они выступали без всякого энтузиазма, это была не компания друзей, а деловое сотрудничество далёких друг от друга людей.
Один из последних крупных концертов Memphis состоялся 21 июля 1969 года в Парке Чайковского, как раз тогда в перерыве по радио объявили о высадке американского астронавта на Луну. А в начале августа группа выступала в ДК MOM (Венгерского Оптического Комбината). В концертной программе принимала также участие группа Rangers (будущая Corvina). В то время её лидер Режё Шолтес (Soltész Rezső) был недоволен своим ударником Петером Медьери (Megyeri Péter) и предложил Петеру Фоньоди подписать контракт с Rangers. Помимо всего прочего, для Режё Шолтеса это была также возможность устранить группу-конкурента, поскольку Memphis занимала в то время примерно ту же нишу на музыкальной сцене, что и Rangers. Взвесив все «за» и «против», Петер Фоньоди согласился.
Однако прочие участники Memphis были не согласны с уходом Петера. Иван Руснак попытался сохранить группу и пригласил на место Фоньоди молодого талантливого барабанщика Тамаша Немета, а также вокалиста Андраша Новака. Последний до Memphis уже был вокалистом любительского музыкального ансамбля Anonymus (1963—1970), исполнявшего рок-н-роллы и ритм-н-блюзы. Однако несмотря на имевшиеся у Memphis контракты с ORI и хорошие связи с клубами, новый состав команды не сработался, и к концу года группа окончательно прекратила своё существование. Вокалист Андраш Новак и барабанщик Тамаш Немет перешли в группу Szivárvány, саксофонист Дьюла Юхас присоединился к Atlantis, а Иван Руснак позднее играл в Kék Csillag, Gemini и M7.